# Kanton Santa Elena
Der Kanton Santa Elena befindet sich in der Provinz Santa Elena im Westen von Ecuador. Er besitzt eine Fläche von etwa 3600 km². Im Jahr 2022 lag die Einwohnerzahl bei rund 186.700. Verwaltungssitz des Kantons ist die Provinzhauptstadt Santa Elena mit 39.681 Einwohnern (Stand 2010).

## Lage
Der Kanton Santa Elena liegt an der Pazifikküste und erstreckt sich über den westlichen Teil der Santa-Elena-Halbinsel. Er umfasst etwa 95 Prozent der Fläche der Provinz Santa Elena. Entlang der nördlichen und nordöstlichen Kantonsgrenze verläuft die Cordillera Chongón Colonche. Die Fernstraße E15 (Manta–Santa Elena) führt entlang der westlichen Pazifikküste. Die Fernstraße E40 führt von Santa Elena in östlicher Richtung nach Guayaquil.
Der Kanton Santa Elena grenzt Süden und im Westen an den Pazifischen Ozean. Im Südwesten liegen die Kantone Salinas und La Libertad. Im Norden grenzt der Kanton an die Provinz Manabí mit den Kantonen Puerto López, Jipijapa und Paján sowie im Osten an die Provinz Guayas mit den Kantonen Pedro Carbo, Isidro Ayora, Guayaquil und Playas.

## Verwaltungsgliederung
Der Kanton Santa Elena ist in die Parroquias urbanas („städtisches Kirchspiel“)
- Ballenita
- Santa Elena

und in die Parroquias rurales („ländliches Kirchspiel“)
- Ancón
- Atahualpa
- Chanduy
- Colonche
- Manglaralto
- Simón Bolívar

gegliedert.

## Geschichte
Der Kanton Santa Elena wurde am 22. Januar 1893 eingerichtet. Im Jahr 1937 wurde der neue Kanton Salinas aus dem Kanton Santa Elena ausgegliedert.
Entwicklung der Einwohnerzahl im Kanton Santa Elena bei landesweiten Volkszählungen zum jeweiligen Gebietsstand:
| Jahr                    | Einwohner | +/-    |
| ----------------------- | --------- | ------ |
| 1950                    | 40.077    | –      |
| 1962                    | 50.227    | 25,3 % |
| 1974                    | 61.714    | 22,9 % |
| 1982                    | 72.490    | 17,5 % |
| 1990                    | 84.010    | 15,9 % |
| 2001                    | 111.671   | 32,9 % |
| 2010                    | 144.076   | 29 %   |
| 2022                    | 186.687   | 29,6 % |
| Datenherkunft: Wikidata |           |        |

## Ökologie
Im Norden des Kantons befindet sich das Schutzgebiet Reserva Ecológica Comunal Loma Alta.